# Milky Way (film)
Milky Way (Tejút) è un film del 2007 diretto da Benedek Fliegauf.